# Морин О’Брајен
Морин О’Брајен (енгл. Maureen O'Brien; Ливерпул, 29. јун 1943) је британска глумица и књижевница. О’Брајенова је најпознатија по улози Вики у научно-фантастичној серији Доктор Ху.